# Godzilla
Godzilla (på japansk Gojira) er en kæmpemæssig muteret dinosaur der er skabt af filmselskabet Toho fra Japan. Da japanerne så King Kong besluttede filmselskabet at lave deres eget monster. Der er faktisk lavet en King Kong vs. Godzilla. Den er i filmen et resultat af en atomprøvesprængning i Stillehavet og den radioaktive stråling får dinosauren, senere kendt som godzillasaurus til at mutere. Den er 50 meter høj, senere var den 80 – 100 meter høj, og i den nye 2014 film vil han være over 150 meter høj. Dette japanske kæmpemonster blev berømt over hele verden. Der er lavet over 28 Godzilla film. Godzilla var skabt som et forbillede for den destruktion, som bombningen af Hiroshima og Nagasaki forvoldte. Godzilla er en shakespeare-agtig tragedie, om et guddomeligt væsen der drives af vores synd, grådighed og ondskab. Mange mener også der er noget mere bibelsk over Godzilla, da man kan sammenligne ham med en rensning af menneskets synd, og Dr. Daisuke Serizawa, en af hovedpersoner fra den første film kan anses som en moderne Jesus, da han ofrer sig for vores synder.
I USA er der også lavet en film med Godzilla, men denne film endte med at skuffe Godzilla fans, filmkritikere og de fleste film elskere. Denne film var bare et action flick, uden nogen anti-atom beskeder. I 2014 udkom en ny amerikansk Godzilla film, instrueret af film-geniet Gareth Edwards. I denne film vil kæmpede Godzilla imod et monster.
Også fortidens krybdyr fik navnet Godzilla som f.eks. Tyrannosaurus Rex eller den forhistoriske Dakosaurus andiniensis, med kælenavnet Godzilla, er en krokodille fra den sene juratid i Sydamerika. De første fossildele af den blev opdaget 1996 (i Argentinas fossilrige Neuquén Basin), og en omhyggelig undersøgelse af kraniets karaktertræk peger på at det er en krokodille, selvom det minder om et dinosaurhoved. Det er muligt, at Toho har fået ideen fra dinosaurer.

## Godzilla-filmserien
- Godzilla (1954)
- Godzilla Raids Again (1955)
- Godzilla, King of the Monsters! (1956)
- King Kong vs. Godzilla (1962)
- Mothra vs. Godzilla (1964)
- Ghidorah, the Three-Headed Monster (1964)
- Invasion of Astro-Monster (1965)
- Godzilla vs. the Sea Monster (også kendt som Ebirah, Horror of the Deep) (1966)
- Son of Godzilla (1967)
- Destroy All Monsters (1968)
- All Monsters Attack (1969)
- Godzilla vs. Hedorah (1971)
- Godzilla vs. Gigan (1972)
- Godzilla vs. Megalon (1973)
- Godzilla vs. Mechagodzilla (1974)
- Terror of Mechagodzilla (1975)
- The Return of Godzilla (1984)
- Godzilla vs. Biollante (1989)
- Godzilla vs. King Ghidorah (1991)
- Godzilla vs. Mothra (1992)
- Godzilla vs. Mechagodzilla II (1993)
- Godzilla vs. SpaceGodzilla (1994)
- Godzilla vs. Destoroyah (1995)
- Godzilla (1998)
- Godzilla 2000: Millennium (1999)
- Godzilla vs. Megaguirus (2000)
- Godzilla, Mothra and King Ghidorah: Giant Monsters All-Out Attack (2001)
- Godzilla Against Mechagodzilla (2002)
- Godzilla: Tokyo S.O.S. (2003)
- Godzilla: Final Wars (2004)
- Godzilla (2014)
- Shin Godzilla (2016, også kendt som Godzilla Resurgence)
- Godzilla: King of the Monsters (2019)
- Godzilla vs Kong (2021)

## Godzilla serier
- The Godzilla Power Hour (1978)
- Godzilla Island (1997)